# چشم ساده در بی‌مهرگان

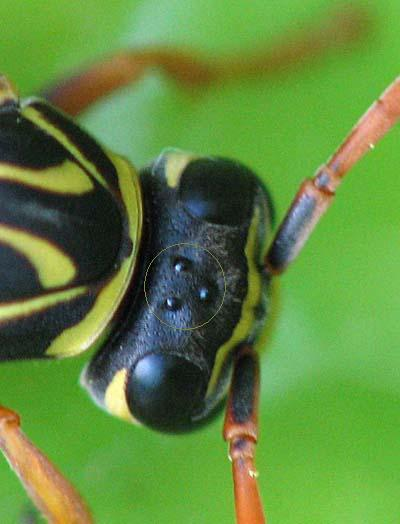
سر Polistes با دو چشم مرکب و سه چشم ساده

یک چشم ساده (simple eye) (که گاهی چاله رنگدانه (pigment pit) نامیده می‌شود)  ، به شکلی از چشم یا آرایش اپتیکی متشکل از یک عدسی و بدون شبکیه مفصل در اکثر مهره‌داران اشاره دارد. از این نظر "چشم ساده" از " چشم مرکب " چند عدسی متمایز است و لزوماً به معنای معمول کلمه ساده نیست.